# Strabomantis ruizi
Strabomantis ruizi es una especie de anfibio de la familia Strabomantidae. Se encuentra amenazada por la pérdida de su hábitat.

## Distribución
S. ruizi es una especie endémica del departamento del Valle del Cauca en Colombia. Se le puede hallar entre 1180 y 2000 m s. n. m. en la cordillera occidental.